# The Test
The Test er en amerikansk stumfilm fra 1914 af Wallace Reid.

## Medvirkende
- Wallace Reid.
- Dorothy Davenport.
- Frank Lloyd.
- Ed Brady.
- Antrim Short.